# Grund
Pour la maison d'édition, voir Éditions Gründ.
Le Grund (prononcé /gʁunt/, en luxembourgeois : Gronn ) est l'un des 24 quartiers de Luxembourg-ville.
En 2025, il comptait 984 habitants, dont 59,4 % de non-luxembourgeois.

## Situation géographique
Le quartier du Grund a une surface de 30,03 ha et est situé au centre de la capitale, dans la vallée de l'Alzette, entre les quartiers de Pulvermühl (en amont) et Clausen (en aval). C'est dans ce quartier, situé au pied de la Ville-Haute et au sud-est de celle-ci, que la Pétrusse se jette dans l'Alzette, un affluent de la Sûre. Depuis sa rénovation dans les années 1980, il tend à devenir le quartier « branché » de la ville, au-delà de son aspect purement touristique (cafés, restaurants, boîtes)[réf. souhaitée]. Il est avec Clausen et Pfaffenthal l'un des quartiers de la ville basse, tous situés sur les bords de l'Alzette ou de la Pétrusse.

## Historique
Le quartier du Grund est l'un des plus anciens quartiers de la Ville de Luxembourg. Dès le XIVe siècle, un hospice y est mentionné, dont le siège se trouve dans le bâtiment de l'actuel musée d'histoire naturelle. Ce prédécesseur des hospices civils de la Ville prend en charge des personnes âgées, malades et aussi des orphelins. Après la destruction de l'abbaye du plateau Altmünster en 1543, l'abbaye Neumünster est installée au Grund. Au cours des siècles, ses bâtiments sont utilisés comme prison, aujourd'hui ils hébergent le centre culturel de rencontre.
Un ascenseur public, inauguré en 1985, relie le quartier à la Ville-Haute.

## Patrimoine
- L'abbaye de Neumünster restaurée, désormais centre culturel de rencontre, après avoir servi de prison du XIXe siècle à 1984.
- Musée national d'histoire naturelle
- L'église Saint-Jean[3]

## Annexe